# Gerd Grupe
Gerd Grupe (* 7. Oktober 1955 in Langenfeld im Rheinland) ist ein deutscher Musikethnologe.

## Leben
Grupe studierte Vergleichende Musikwissenschaft, Amerikanistik und Bibliothekswissenschaft an der Freien Universität Berlin und promovierte dort 1990 mit einer Dissertation mit dem Titel Kumina-Gesänge: Studien zur traditionellen afrojamaikanischen Musik.
1996 habilitierte er sich mit einer Studie über die Mbira-Musik der Shona, die 2004 als Buch erschien. In der gleichen Zeit hat Grupe u. a. an den Universitäten in Berlin, Frankfurt am Main, Hildesheim, Bayreuth, Graz und Krems gelehrt.
Seit 2002 ist er Professor für Ethnomusikologie an der Universität für Musik und darstellende Kunst Graz. Seine Forschungsinteressen umfassen u. a. die Musik des subsaharischen Afrika, afroamerikanische Musik und Gamelan sowie kulturübergreifende, vergleichende Fragen.

## Werke
- Kumina-Gesänge: Studien zur traditionellen afrojamaikanischen Musik. K. D. Wagner, Hamburg 1990
- Traditional mbira music of the Shona. Köppe, Köln 1998
- Die Kunst des Mbira-Spiels. Schneider Verlag, Tutzing 2004
- Musikethnologie und Volksmusikforschung in Österreich. Shaker, Aachen 2005
- Virtual gamelan Graz. Shaker, Aachen 2008